# Villatoya
Villatoya ist ein Ort und eine Gemeinde (municipio) mit 113 Einwohnern (Stand: 2024) im Osten der Provinz Albacete in der Autonomen Region Kastilien-La Mancha im Südosten Spaniens. Sie ist Teil der Comarca La Manchuela. Zur Gemeinde gehören neben dem Hauptort Villatoya die Weiler Baños de la Concepción und Cilanco. 

## Lage und Klima
Villatoya liegt etwa 70 Kilometer (Fahrtstrecke) nordöstlich der Provinzhauptstadt Albacete in einer Höhe von ca. 405 m. Der Río Cabriel begrenzt die Gemeinde im Norden. Das Klima im Winter ist gemäßigt, im Sommer dagegen warm bis heiß; die eher geringen Niederschlagsmengen (444 mm/Jahr) fallen – mit Ausnahme der nahezu regenlosen Sommermonate – verteilt übers ganze Jahr.

## Bevölkerungsentwicklung
| Jahr      | 1970 | 1981 | 1991 | 2001 | 2011 | 2021 |
| Einwohner | 254  | 252  | 209  | 181  | 131  | 108  |

## Sehenswürdigkeiten
- Kirche Mariä Geburt (Iglesia de Natividad de la Santa María)

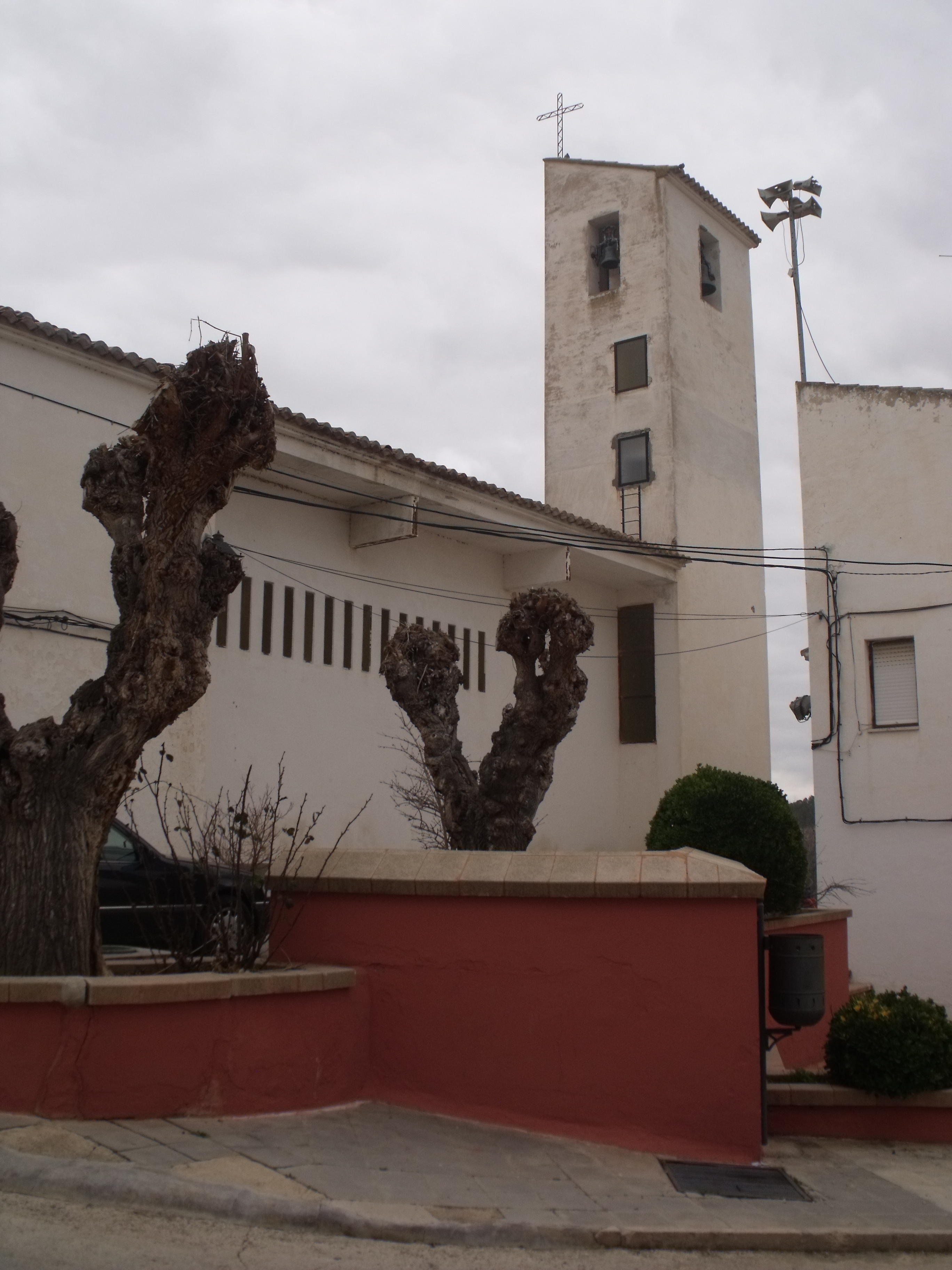
Kirche Mariä Geburt
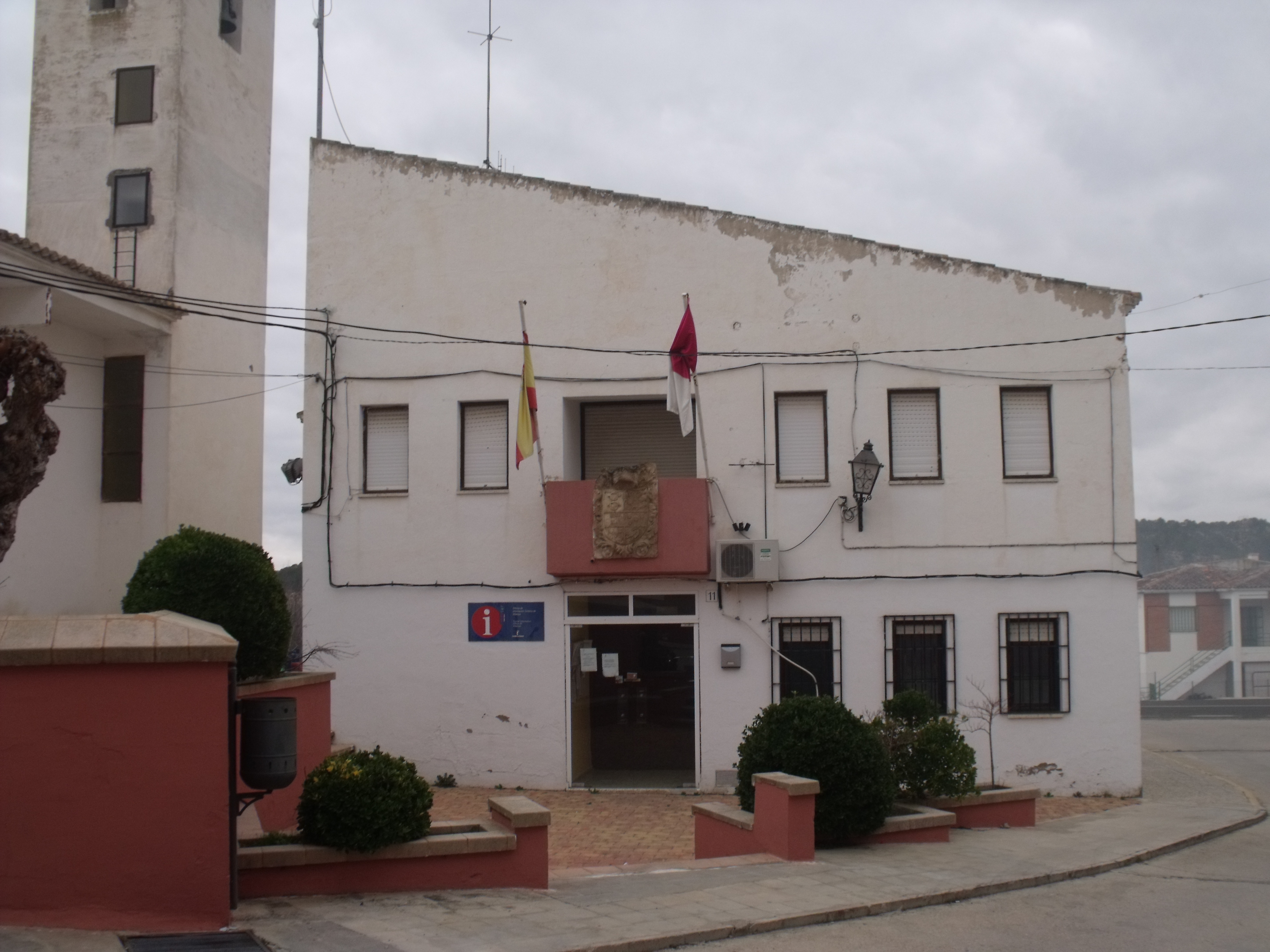
Rathaus